# Kostelany nad Moravou
Kostelany nad Moravou là một làng thuộc huyện Uherské Hradiště, vùng Zlínský, Cộng hòa Séc.